# Baccar Touzani
Baccar Touzani (arabe : بكار توزاني), né le 19 juillet 1928 à Sousse et mort le 9 avril 2018 à Neuilly-sur-Seine, est un homme politique tunisien.

## Biographie
Après des études en droit, il est diplômé de l'Institut d'études politiques de Paris. Revenu en Tunisie en 1957, il intègre le gouvernement comme chef de cabinet du secrétaire d'État aux Finances. De 1959 à 1963, il est directeur de la coopération économique et financière puis, en 1964, détaché à la Société tunisienne de banque. En 1966, il est chargé de mission au secrétariat d'État à la Présidence puis, l'année suivante, PDG de la Société tunisienne de l'électricité et du gaz.
Nommé secrétaire d'État auprès du ministre de l'Économie nationale le 12 juin 1970, il est secrétaire général du gouvernement de 1971 à 1976. Il est aussi secrétaire général de la chambre de commerce franco-arabe.
Il est promu au grade de chevalier de la Légion d'honneur en décembre 2005.
Il meurt le 9 avril 2018 à Neuilly-sur-Seine,.